# Mikroregion Velkomeziříčsko - Bítešsko
Mikroregion Velkomeziříčsko – Bítešsko je svazek obcí v okresu Žďár nad Sázavou a okresu Brno-venkov, jeho sídlem je Velké Meziříčí a jeho cílem je rozvoj regionu. Sdružuje celkem 54 obcí a byl založen v roce 2004.

## Obce sdružené v mikroregionu
- Baliny
- Borovník
- Bory
- Březejc
- Březí
- Březské
- Černá
- Dobrá Voda
- Dolní Heřmanice
- Dolní Libochová
- Heřmanov
- Horní Radslavice
- Jabloňov
- Jívoví
- Kadolec
- Kozlov
- Křižanov
- Křoví
- Kundratice
- Kuřimská Nová Ves
- Lavičky
- Martinice
- Měřín
- Milešín
- Moravec
- Kuřimské Jestřabí
- Netín
- Nová Ves
- Nové Sady
- Ořechov
- Oslavice
- Oslavička
- Osová Bítýška
- Otín
- Pavlínov
- Pikárec
- Radňoves
- Ruda
- Sklené nad Oslavou
- Skřinářov
- Skryje
- Sviny
- Stránecká Zhoř
- Tasov
- Uhřínov
- Újezd u Tišnova
- Velká Bíteš
- Velké Meziříčí
- Vídeň
- Vidonín
- Vlkov
- Záblatí
- Zadní Zhořec
- Žďárec